# Acta agronomica academiae scientiarum hungaricae
Acta Agronomica Academiae Scientiarum Hungaricae (abreviado Acta Agron. Acad. Sci. Hung.) es una revista con ilustraciones y descripciones botánicas que es editada en Budapest desde el año 1950.